# Copa Uncaf 1999
La quinta Copa de Naciones de la UNCAF se realizó en la ciudad de San José, Costa Rica del 17 al 28 de marzo de 1999. Los dueños de casa, bajo la batuta técnica del colombiano Francisco Maturana, lograron retener el título conseguido dos años antes. Rolando Fonseca (Costa Rica), con 5 anotaciones, fue el goleador del certamen y el jugador más valioso del torneo.

## Primera fase

### Grupo A
| Equipo     | Pts. | PJ | PG | PE | PP | GF | GC | Dif |
| ---------- | ---- | -- | -- | -- | -- | -- | -- | --- |
| Honduras   | 6    | 2  | 2  | 0  | 0  | 6  | 1  | +5  |
| Costa Rica | 3    | 2  | 1  | 0  | 1  | 7  | 1  | +6  |
| Belice     | 0    | 2  | 0  | 0  | 2  | 1  | 12 | −11 |

| 17 de marzo de 1999 | Costa Rica                                                                | 7:0 (4:0) | Belice | Estadio Nacional de Costa Rica, San José              |                                                       |
|                     | Wanchope 2' · Fonseca 17' 72' · Ledezma 27' 32' · Soto 54' · Drummond 79' |           |        | Asistencia: 5.200 espectadores Árbitro(s): Noel Bynoe | Asistencia: 5.200 espectadores Árbitro(s): Noel Bynoe |

| 19 de marzo de 1999 | Honduras                                                                | 5:1 (2:0) | Belice     | Estadio Nacional de Costa Rica, San José |                          |
|                     | Caballero 13' · Nuñez 34' · Guevara 65' · F. Ramírez 77' · Benguché 85' |           | García 57' | Árbitro(s): Fredy Burgos                 | Árbitro(s): Fredy Burgos |

| 21 de marzo de 1999 | Costa Rica | 0:1 (0:1) | Honduras  | Estadio Nacional de Costa Rica, San José                     |                                                              |
|                     |            |           | Pavón 14' | Asistencia: 19.105 espectadores Árbitro(s): Rafael Rodríguez | Asistencia: 19.105 espectadores Árbitro(s): Rafael Rodríguez |

### Grupo B
| Equipo      | Pts. | PJ | PG | PE | PP | GF | GC | Dif |
| ----------- | ---- | -- | -- | -- | -- | -- | -- | --- |
| Guatemala   | 4    | 2  | 1  | 1  | 0  | 2  | 1  | +1  |
| El Salvador | 4    | 2  | 1  | 1  | 0  | 2  | 1  | +1  |
| Nicaragua   | 0    | 2  | 0  | 0  | 2  | 0  | 2  | -2  |

| 17 de marzo de 1999 | Guatemala | 1:0 (0:0) | Nicaragua | Estadio Nacional de Costa Rica, San José |                            |
|                     | Rodas 51' |           |           | Árbitro(s): Óscar Bardales               | Árbitro(s): Óscar Bardales |

| 19 de marzo de 1999 | Guatemala | 1:1 (1:1) | El Salvador     | Estadio Nacional de Costa Rica, San José |                            |
|                     | Ruiz 27'  |           | M. Corrales 21' | Árbitro(s): Greivin Porras               | Árbitro(s): Greivin Porras |

| 21 de marzo de 1999 | El Salvador     | 1:0 (1:0) | Nicaragua | Estadio Nacional de Costa Rica, San José |                              |
|                     | M. Corrales 34' |           |           | Árbitro(s): León Padró Borja             | Árbitro(s): León Padró Borja |

## Fase final
| Equipo      | Pts. | PJ | PG | PE | PP | GF | GC | Dif |
| ----------- | ---- | -- | -- | -- | -- | -- | -- | --- |
| Costa Rica  | 6    | 3  | 2  | 0  | 1  | 6  | 2  | +4  |
| Guatemala   | 6    | 3  | 2  | 0  | 1  | 3  | 1  | +2  |
| Honduras    | 6    | 3  | 2  | 0  | 1  | 5  | 4  | +1  |
| El Salvador | 0    | 3  | 0  | 0  | 3  | 1  | 8  | -7  |

| 24 de marzo de 1999 | Costa Rica  | 1:0 (1:0) | Guatemala | Estadio Nacional de Costa Rica, San José |                              |
|                     | Fonseca 34' |           |           | Árbitro(s): León Padró Borja             | Árbitro(s): León Padró Borja |

| 24 de marzo de 1999 | Honduras                             | 3:1 (1:0) | El Salvador        | Estadio Nacional de Costa Rica, San José |                        |
|                     | Tyson Núñez 44' 77' · F. Ramírez 90' |           | N. Quintanilla 62' | Árbitro(s): Noel Bynoe                   | Árbitro(s): Noel Bynoe |

| 26 de marzo de 1999 | Guatemala  | 1:0 (0:0) | El Salvador | Estadio Nacional de Costa Rica, San José |                        |
|                     | García 55' |           |             | Árbitro(s): Noel Bynoe                   | Árbitro(s): Noel Bynoe |

| 26 de marzo de 1999 | Costa Rica  | 1:2 (1:0) | Honduras                          | Estadio Nacional de Costa Rica, San José |                              |
|                     | Fonseca 36' |           | Clavasquín 10' (pen.) · Pavón 75' | Árbitro(s): León Padró Borja             | Árbitro(s): León Padró Borja |

| 28 de marzo de 1999 | Costa Rica                                              | 4:0 (2:0) | El Salvador | Estadio Nacional de Costa Rica, San José |                            |
|                     | Bryce 13' · Row 42' · Fonseca 46' · Wanchope 53' (pen.) |           |             | Árbitro(s): Óscar Bardales               | Árbitro(s): Óscar Bardales |

| 28 de marzo de 1999 | Honduras | 0:2 (0:1) | Guatemala             | Estadio Nacional de Costa Rica, San José |                              |
|                     |          |           | Rodas 8' · Machón 89' | Árbitro(s): Rafael Rodríguez             | Árbitro(s): Rafael Rodríguez |

## Clasificados
| Bandera de Costa Rica | Bandera de Guatemala | Bandera de Honduras |
| Costa Rica            | Guatemala            | Honduras            |
| Campeón 2° Título     | Subcampeón           | Tercer puesto       |